# 新城市
新城市（日语：／ Shinshiro shi */?）是愛知縣東部東三河地區的市。是愛知縣內面積第二大，僅次於豐田市的自治體。

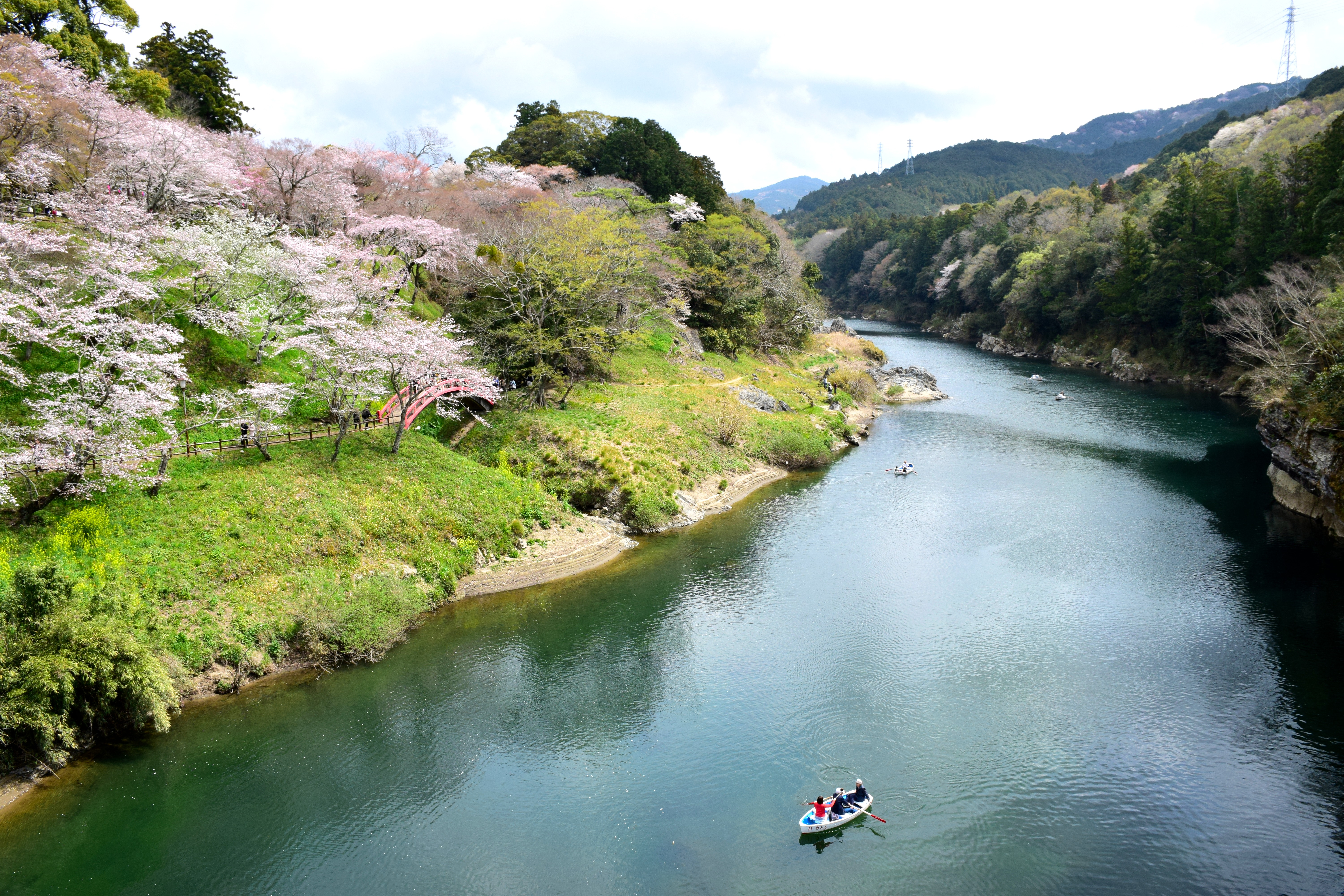
櫻淵公園

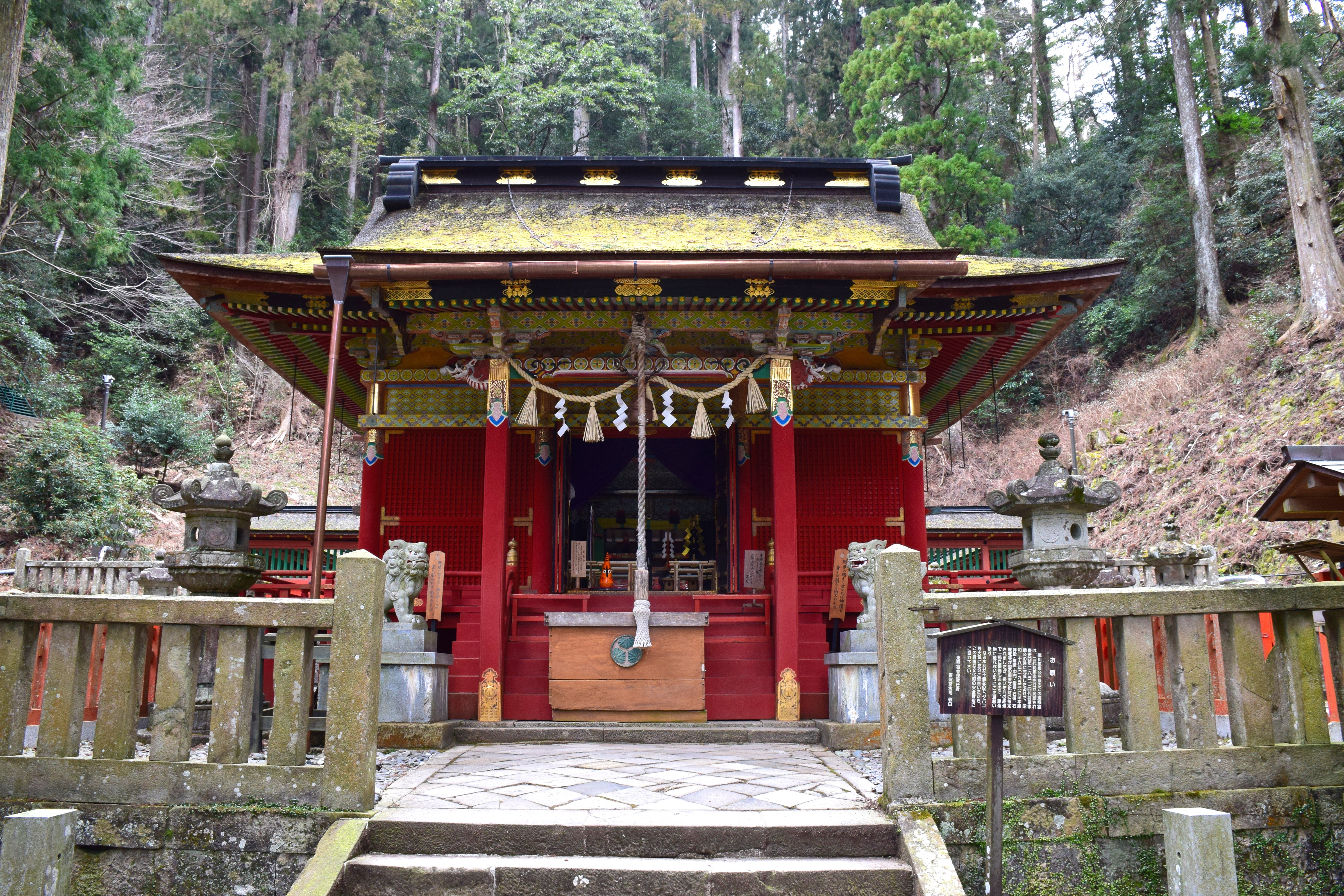
鳳来寺山東照宮

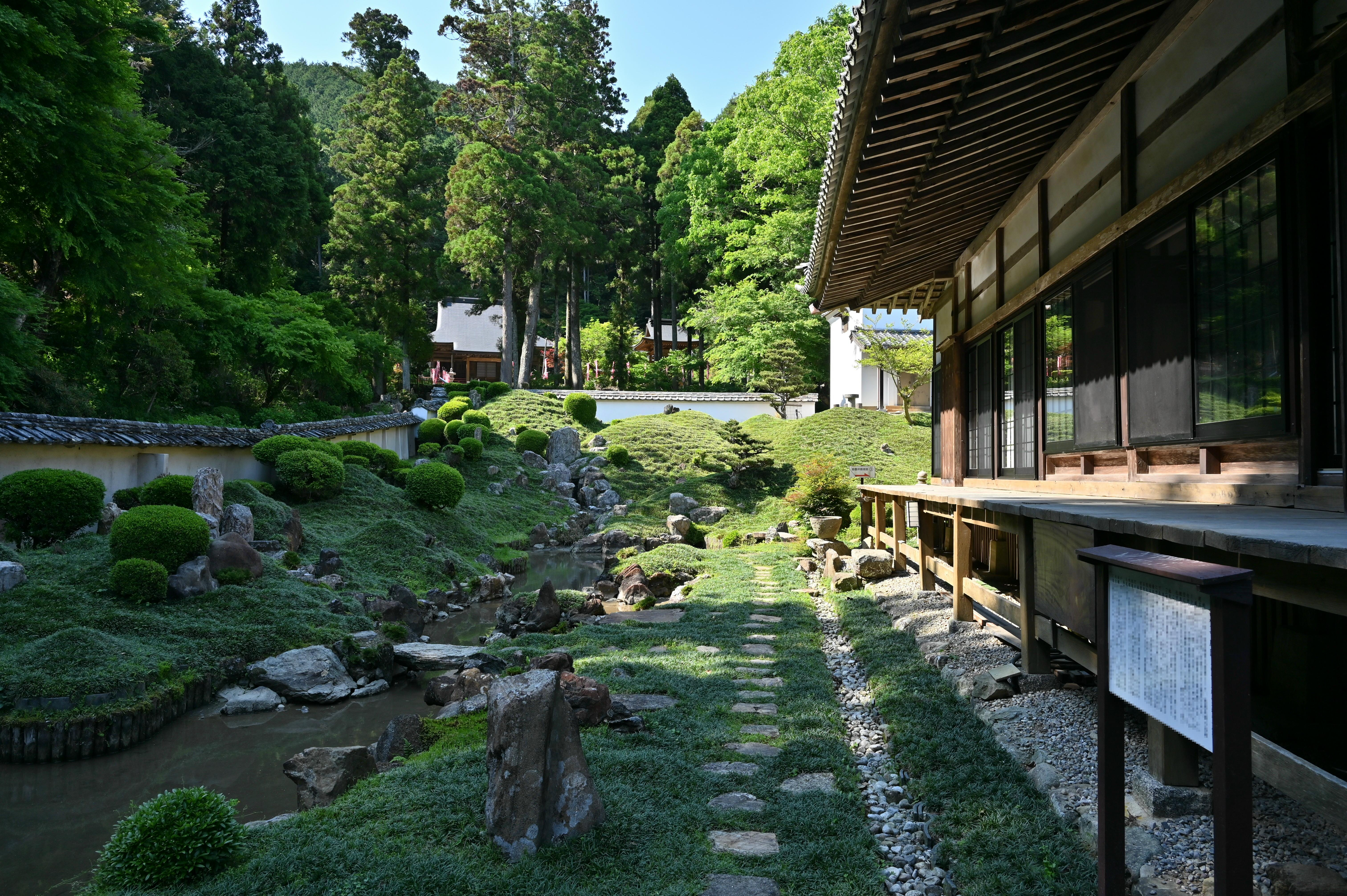
冨賀寺

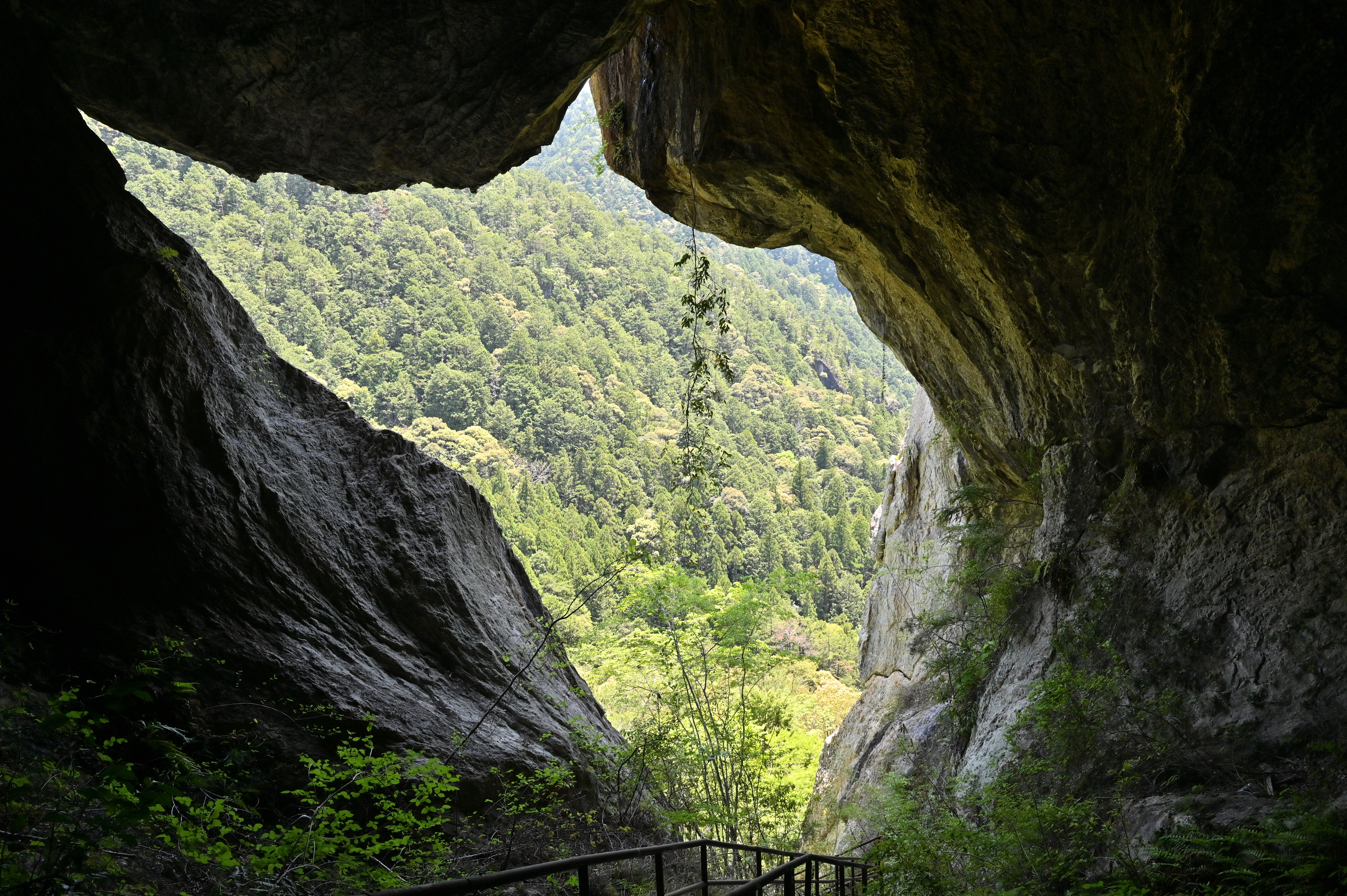
乳岩峡

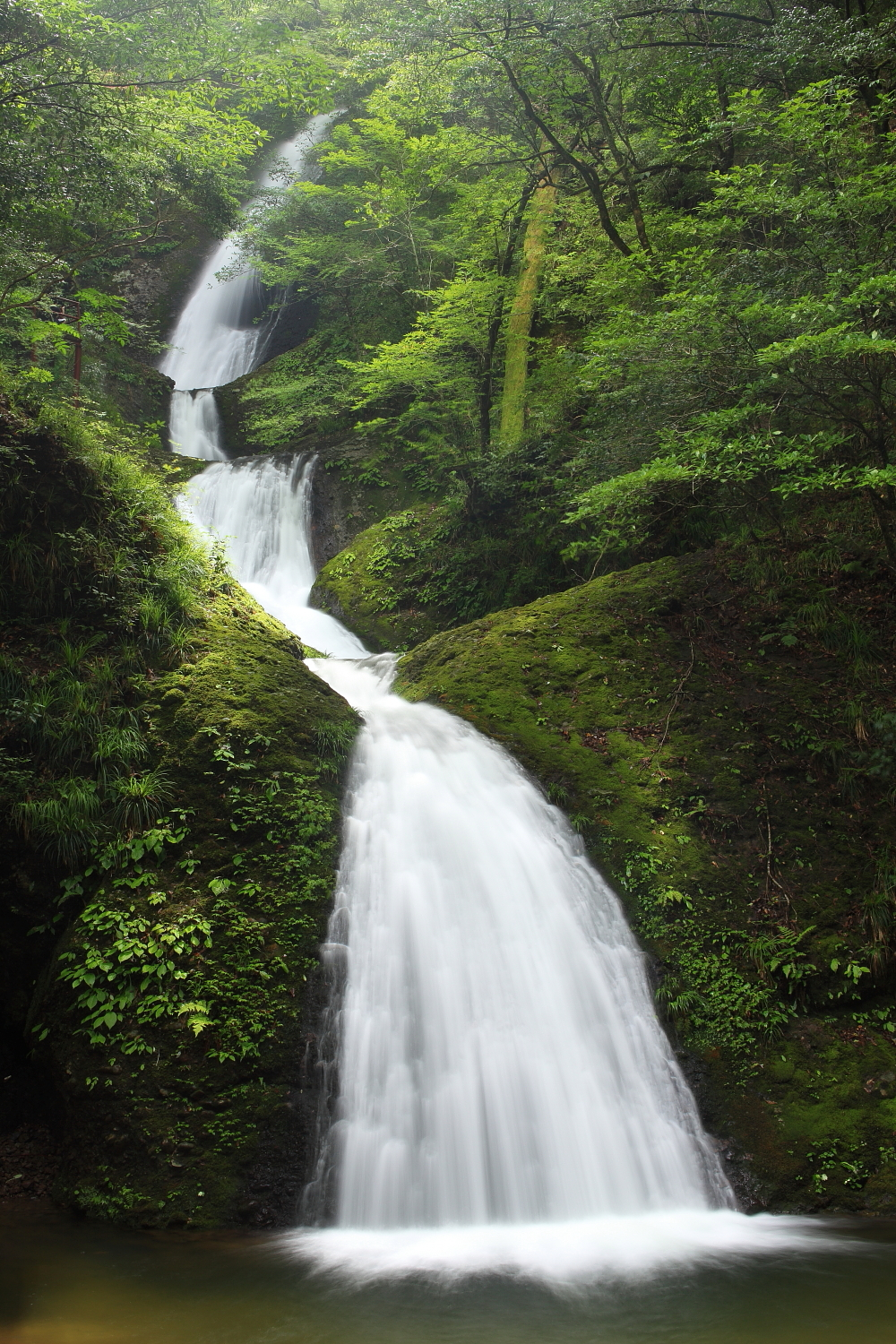
阿寺之七瀧